# Городище (приток Малой Ласьвы)
Городи́ще — река в России, протекает в Краснокамском районе Пермского края. Устье реки находится в 5,1 км по правому берегу реки Малая Ласьва. Длина реки составляет 11 км, площадь водосборного бассейна 26,2 км².
Исток реки на Верхнекамской возвышенности севернее деревни Нижние Пирожки в 13 км к северу от центра города Краснокамск. Река течёт на юг, протекает деревню Мишкино и несколько нежилых. Впадает в Малую Ласьву на северных окраинах Краснокамска.

## Данные водного реестра
По данным государственного водного реестра России, относится к Камскому бассейновому округу, водохозяйственный участок реки — Кама от Камского гидроузла до Воткинского гидроузла, речной подбассейн реки — бассейны притоков Камы до впадения Белой. Речной бассейн реки — Кама.
Код объекта в государственном водном реестре — 10010101012111100014097.